# Soiuz T-9
Soiuz T-9 va ser un vol espacial tripulat de la Unió Soviètica en 1983 a l'estació espacial Saliut 7, en òrbita terrestre. Va ser la quarta expedició a l'estació després de l'acoblament sense èxit del Soiuz T-8. Va retornar experiments de laboratori cap a la Terra. La següent missió, Soiuz T-10a, va ser un error de llançament.

## Tripulació
| Posició         | Tripulació                                          | Tripulació                                          |
| --------------- | --------------------------------------------------- | --------------------------------------------------- |
| Comandant       | Vladímir Liàkhov Segon vol espacial                 | Vladímir Liàkhov Segon vol espacial                 |
| Enginyer de vol | Aleksandr Pàvlovitx Aleksàndrov Primer vol espacial | Aleksandr Pàvlovitx Aleksàndrov Primer vol espacial |

### Tripulació de reserva
| Posició         | Tripulació         | Tripulació         |
| --------------- | ------------------ | ------------------ |
| Comandant       | Vladímir Titov     | Vladímir Titov     |
| Enginyer de vol | Guennadi Strekàlov | Guennadi Strekàlov |

## Paràmetres de la missió
- Massa: 6850 kg
- Perigeu: 201 km
- Apogeu: 229 km
- Inclinació: 51,6°
- Període: 88,6 minuts